# باول ويست
باول ويست (بالإنجليزية: Paul West)‏ (22 يونيو 1970 ببرمنغهام في المملكة المتحدة - ) هو مدرب كرة قدم ولاعب كرة قدم بريطاني في مركز الظهير. لعب مع برادفورد سيتي وبورت فايل وويغان أتلتيك ونادي موركامب وEvesham United F.C. ‏.

## وصلات خارجية
- باول ويست على موقع قاعدة بيانات كرة القدم.إي يو (الإنجليزية)
- باول ويست على موقع Soccerbase.com (لاعب) (الإنجليزية)